# Oeax similis
Oeax similis là một loài bọ cánh cứng trong họ Cerambycidae.